# Typhlamphiascus dentipes
Typhlamphiascus dentipes är en kräftdjursart som först beskrevs av Thompson och A. Scott 1903.  Typhlamphiascus dentipes ingår i släktet Typhlamphiascus och familjen Diosaccidae. Inga underarter finns listade i Catalogue of Life.